# Silver Springs (Nowy Jork)
Silver Springs – wieś w Stanach Zjednoczonych, w stanie Nowy Jork, w hrabstwie Wyoming.